# 青鯥屬
青鯥屬（学名：Scombrops）是鯥科（Scombropidae）的唯一屬，為輻鰭魚綱發光鯛目，只有三種，皆為海魚。

## 特征
本属魚有兩條背鰭，特色是其背鰭的柔軟部分及尾鰭均有魚鱗覆蓋。魚眼大。生活於深海多石的地區，最深可達400公尺。總長度最長可達1.5公尺，重16公斤。

## 分類
鯥科传统上归类于鱸形目鱸亞目，但由於存在并系群問題，2017年则依遗传分子学研究结果的《硬骨鱼系统分类》将未测试的本科暂归类于鲭形目。不過日本學者2016年發表的基因檢測顯示本科是擬金眼鯛科的姐妹群，本科於是歸入發光鯛目。
本屬共有三種：
- 牛眼青鯥 Scombrops boops (Houttuyn, 1782)：又稱牛尾鯥。
- 吉氏青鯥 Scombrops gilberti (Jordan & Snyder, 1901)：生活於西太平洋，包括日本。
- 古巴青鯥 Scombrops oculatus (Poey（英语：Felipe Poey）, 1860)：生活於西大西洋的亞熱帶海域，特別是美國的佛羅里達州及巴哈馬群島一帶。